# Thomas Meißner
Thomas Meißner (Schweinfurt, 26 maart 1991) is een Duits voetballer die doorgaans speelt als centrale verdediger. In oktober 2024 tekende hij voor Schweinfurt 05.

## Clubcarrière
Meißner speelde in de jeugd van Blau-Weiß Donnersdorf, waarna hij verkaste naar Schweinfurt 05. In 2006 kwam de verdediger in de opleiding van 1860 München terecht, die hij na drie jaar verliet voor die van Mainz 05. Meißner speelde daar twee jaar voor het belofteteam in de Regionalliga. In eenenzestig wedstrijden in die competitie kwam hij tot drie doelpunten. Na twee seizoenen bij het tweede team van Mainz, werd hij aangetrokken door Borussia Dortmund, waar hij ook voor het reserve-elftal ging spelen. Opnieuw was de centrumverdediger twee jaar actief in dat team actief, waarvoor hij zeventig competitiewedstrijden speelde.
Meißner maakte in 2014 de transfer naar MSV Duisburg, waar hij voor twee jaar tekende. Op 26 juli 2014 maakte de verdediger zijn debuut voor Duisburg, toen met 3–1 verloren werd op bezoek bij SSV Jahn Regensburg. In het seizoen 2014/15 eindigde Duisburg op de tweede plaats in de 3. Liga, waardoor promotie naar de 2. Bundesliga bereikt werd. Hier speelde hij zesentwintig competitiewedstrijden (één doelpunt), voor zijn contract afliep.
Hierna verkaste Meißner voor het eerst naar een club buiten Duitsland; hij zette zijn handtekening onder een verbintenis voor de duur van drie seizoenen bij ADO Den Haag. In januari 2018 werd de Duitser, die inmiddels zijn basisplaats was kwijtgeraakt, voor de rest van het seizoen 2017/18 verhuurd aan Willem II. Door een blessure kwam Meißner niet verder dan vijf wedstrijden. In de zomer van 2018 nam Willem II de verdediger definitief over. Hij tekende tot medio 2021.
Een jaar na zijn definitieve komst naar Tilburg werd de Duitser weer van de hand gedaan; het Hongaarse Puskás Akadémia gaf hem een contract voor twee seizoenen. Nadat dit contract was afgelopen keerde Meißner terug naar Duitsland, waar hij voor drie seizoenen tekende bij Hansa Rostock. In de eerste helft van het seizoen 2023/24 kwam de verdediger niet in actie, waarop hij in de winterstop verkaste naar FK Gostivar. Meißner keerde in augustus 2024 terug bij zijn oude jeugdclub Schweinfurt 05.

## Clubstatistieken
| Seizoen | Club                 | Competitie    | Competitie | Competitie | Beker | Beker | Internationaal | Internationaal | Totaal | Totaal |
| Seizoen | Club                 | Competitie    | Wed.       | Dlp.       | Wed.  | Dlp.  | Wed.           | Dlp.           | Wed.   | Dlp.   |
| ------- | -------------------- | ------------- | ---------- | ---------- | ----- | ----- | -------------- | -------------- | ------ | ------ |
| 2010/11 | Mainz 05 II          | Regionalliga  | 29         | 1          | 0     | 0     | —              | —              | 29     | 1      |
| 2011/12 | Mainz 05 II          | Regionalliga  | 32         | 2          | 0     | 0     | —              | —              | 32     | 2      |
| 2012/13 | Borussia Dortmund II | 3. Liga       | 34         | 1          | 0     | 0     | —              | —              | 34     | 1      |
| 2013/14 | Borussia Dortmund II | 3. Liga       | 36         | 0          | 0     | 0     | —              | —              | 36     | 0      |
| 2014/15 | MSV Duisburg         | 3. Liga       | 33         | 0          | 2     | 0     | —              | —              | 35     | 0      |
| 2015/16 | MSV Duisburg         | 2. Bundesliga | 26         | 1          | 1     | 0     | —              | —              | 27     | 1      |
| 2016/17 | ADO Den Haag         | Eredivisie    | 28         | 0          | 2     | 0     | —              | —              | 30     | 0      |
| 2017/18 | ADO Den Haag         | Eredivisie    | 10         | 0          | 0     | 0     | —              | —              | 10     | 0      |
| 2017/18 | → Willem II          | Eredivisie    | 4          | 0          | 1     | 0     | —              | —              | 5      | 0      |
| 2018/19 | Willem II            | Eredivisie    | 25         | 1          | 0     | 0     | —              | —              | 25     | 1      |
| 2019/20 | Puskás Akadémia      | NB 1          | 32         | 1          | 3     | 0     | —              | —              | 35     | 1      |
| 2020/21 | Puskás Akadémia      | NB 1          | 21         | 1          | 0     | 0     | —              | —              | 21     | 1      |
| 2021/22 | Hansa Rostock        | 2. Bundesliga | 20         | 0          | 2     | 0     | —              | —              | 22     | 0      |
| 2022/23 | Hansa Rostock        | 2. Bundesliga | 12         | 0          | 0     | 0     | —              | —              | 12     | 0      |
| 2023/24 | Hansa Rostock        | 2. Bundesliga | 0          | 0          | 0     | 0     | —              | —              | 0      | 0      |
| 2023/24 | FK Gostivar          | Prva Liga     | 15         | 0          | 0     | 0     | —              | —              | 15     | 0      |
| 2024/25 | Schweinfurt 05       | Regionalliga  | 18         | 1          | 0     | 0     | —              | —              | 18     | 1      |
| Totaal  | Totaal               | Totaal        | 375        | 9          | 8     | 0     | 0              | 0              | 383    | 9      |

Bijgewerkt op 16 mei 2025.